# Enicospilus tricorniatus
Enicospilus tricorniatus là một loài tò vò trong họ Ichneumonidae.